# Accumulateur lithium
Ne doit pas être confondu avec Pile au lithium.
Un accumulateur lithium est un accumulateur électrochimique dont la réaction repose sur l’élément lithium.
Au début du XXIe siècle, ce type d'accumulateur offre la plus grande énergie spécifique (rapport énergie/masse) et la plus grande densité d’énergie (rapport énergie/volume).
En raison du risque d'explosion et de combustion du lithium dans ce type d'accumulateurs, ceux-ci font l'objet de restrictions dans les transports, en particulier aériens. Les incendies au lithium sont longs à éteindre.

## Trois sortes d'accumulateurs
Il existe trois sortes principales d'accumulateurs lithium :
- l'accumulateur lithium métal, où l'électrode négative est composée de lithium métallique (matériau qui pose des problèmes de sécurité) ;
- les accumulateurs lithium-ion, où le lithium reste à l'état ionique grâce à l'utilisation d'un composé d'insertion aussi bien à l'électrode négative (généralement en graphite) qu'à l'électrode positive (dioxyde de cobalt, dioxyde de manganèse, phosphate de fer) ;
- les accumulateurs lithium-ion-polymère sont une variante et une alternative aux accumulateurs lithium-ion. Ils délivrent un peu moins d'énergie, mais sont beaucoup plus sûrs.

Contrairement aux autres accumulateurs, les accumulateurs lithium-ion ne sont pas liés à un couple électrochimique. Tout matériau pouvant accueillir en son sein des ions lithium peut être à la base d'un accumulateur lithium-ion. Ceci explique la profusion de variantes existantes, face à la constance observée avec les autres couples. Il est donc délicat de tirer des règles générales à propos de ce type d'accumulateur, les marchés de fort volume (électronique nomade) et de fortes énergies (automobile, aéronautique, etc.) n'ayant pas les mêmes besoins en termes de durée de vie, de coût ou de puissance.

## Accumulateur lithium-ion

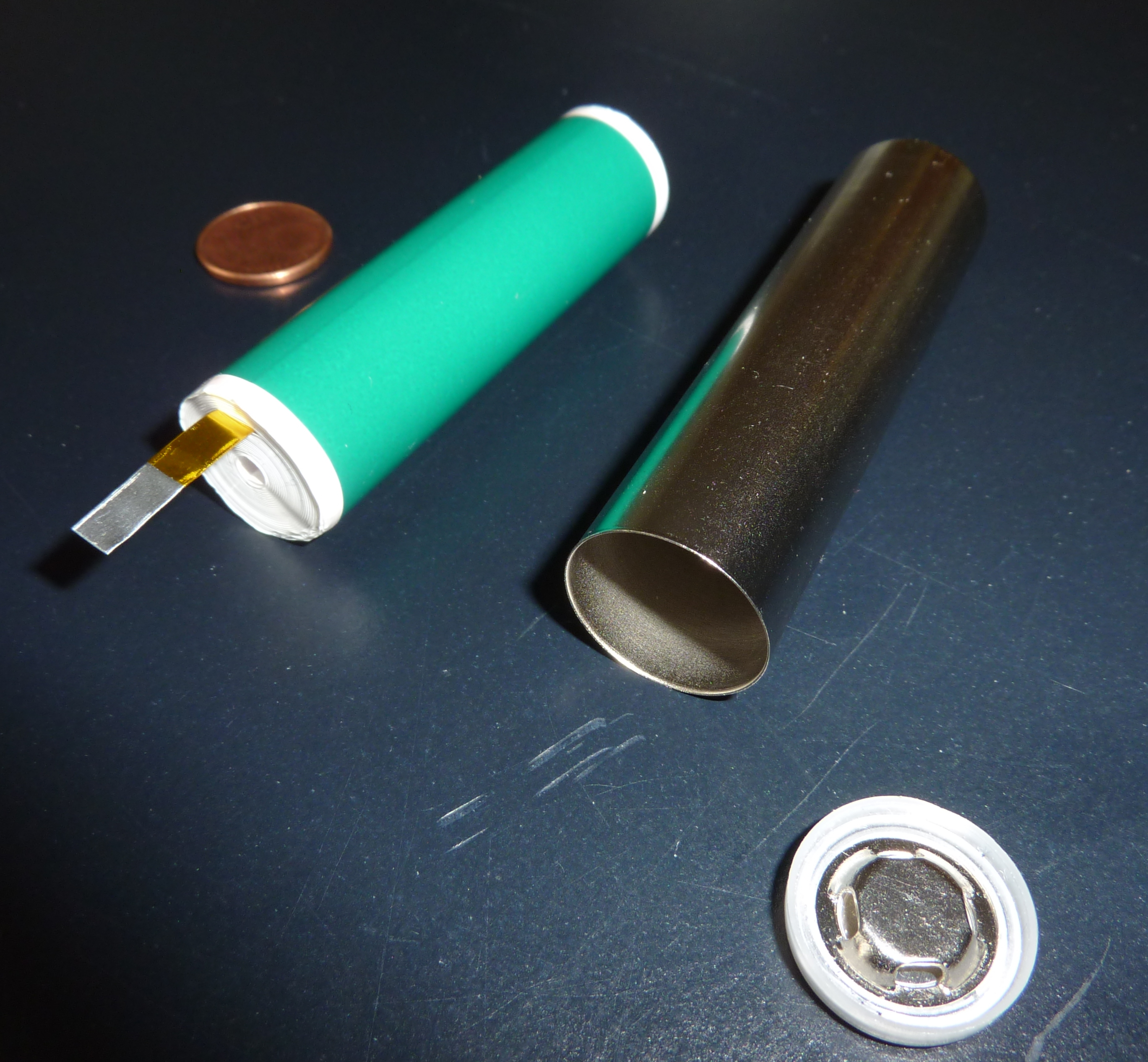
Accumulateur lithium-ion cylindrique avant la fermeture (type 18650).

L'accumulateur lithium-ion fonctionne sur le principe de l'échange réversible de l'ion lithium entre une électrode positive, le plus souvent un oxyde de métal de transition lithié (dioxyde de cobalt ou dioxyde de manganèse) et une électrode négative en graphite (sphère MCMB). L'emploi d'un électrolyte aprotique (un sel LiPF6 dissous dans un mélange de carbonate) est obligatoire pour éviter de dégrader les électrodes très réactives.
La tension nominale d’un élément Li-Ion de type NMC (nickel-manganèse-cobalt) est de 3,6 V ou 3,7 V. La densité énergétique des accumulateurs Lithium-ion peut atteindre un niveau de 200 Wh/kg.

### Accumulateur lithium-fer-phosphate (LFP)
L'accumulateur lithium-fer-phosphate (LFP), aussi appelé LiFe ou LiFePO4, a une tension un peu plus faible (~3,3 V) mais est plus sûr, moins toxique et d'un coût moins élevé que les modèles de type MNC. En effet, le prix des piles et batteries au lithium-ion provient en grande partie des matériaux utilisés à la cathode qui contient du cobalt ou du nickel, métaux très chers et rendant plus délicat leur approvisionnement auprès de différents fournisseurs.
Dans un accumulateur lithium à technique phosphate, les cathodes standard LiCoxNiyAlzO2 sont remplacées par le phosphate de fer et de lithium LiFePO4, matériau peu cher car ne contenant pas de métaux rares et non toxique contrairement au cobalt. De plus, cette cathode est très stable et ne relâche pas d'hydrogène responsable des explosions et feux des accumulateurs Li-ion, ce qui la rend plus sûre.
Pour un développement industriel dans le véhicule électrique (contenant de l'ordre de 30 kWh d'accumulateurs) une baisse de prix est impérative. En 2007 le coût d'un accumulateur LFP est de plus de 1 000 €/kWh et doit être abaissé sous 500 €/kWh pour atteindre ce marché. Certains fabricants chinois proposent au 15 juin 2011 des accumulateurs de 3,2 V 16 Ah (soit 51 Wh) pour 21 $, soit 15 €, ce qui donne un prix de 300 €/kWh environ[réf. nécessaire]. Attention, ce type de batteries requiert l'utilisation d'un système de sécurité BMS (Battery Management System)[réf. nécessaire]; le BMS rajoute environ 20 % au prix.
Cependant des recherches sont encore en cours pour s'assurer de leur durée de vie, amener leur capacité au niveau des autres techniques Li-ion et, à long terme, améliorer leur tenue à des températures élevées : il semblerait que la dissolution du fer (favorisée par la température) nuise à la cyclabilité de ce type d'accumulateur.
En mars 2009, une équipe du Massachusetts Institute of Technology a mis au point un procédé permettant de doper considérablement la vitesse de charge des accumulateurs lithium-ion, que l'on retrouve dans la plupart de nos appareils high-tech. Cette découverte ouvre de nouvelles possibilités dans le domaine des voitures électriques dont le principal problème, outre le coût, est le temps de recharge des accumulateurs.

#### Caractéristiques
Sa densité massique est de 200 Wh/kg prévue en 2020, et la densité volumique est de 400 Wh/L, c'est donc une batterie puissante, mais lourde pour sa taille comparé aux technologies NCM (nickel-cobalt-manganèse).
La durée de vie (80 % de capacité) annoncée des batteries est de l'ordre de sept ans et 3 000 cycles à +1/-1 °C à 23 °C,  ou encore trois ans et 1 500 cycles à +1,2/-8 °C à 23 °C. Il semblerait que les batteries supportent bien les hautes puissances et hautes températures mais que cela dégrade leur durée de vie.

#### Avantages
Par rapport aux autres accumulateurs, l'accumulateur LFP présente :
- coût plus faible ;
- plus longue durée de vie ;
- moins réactive thermiquement ;
- puissance massique et volumique élevée ;
- absence de Cobalt (problème d'éthique due aux conditions d’extraction en RDC[10]).

#### Inconvénients
- Capacité massique plus faible.
- Tension plus faible, ce qui nécessite plus de cellules en série pour fabriquer une batterie de traction de véhicule électrique.

### Accumulateur lithium-ion polymère (Li-Po)
L'électrolyte est un polymère gélifié. L'accumulateur Li-ion polymère utilise un principe de fonctionnement semblable aux accumulateurs Li-ion et a des caractéristiques proches.
La tension d'un élément Li-Po est de 3,7 V ; plusieurs éléments sont généralement assemblés en « packs » :
- dans un assemblage en série, les tensions sont additionnées, pour obtenir (3,7 V, 7,4 V, 11,1 V, etc.) ;
- dans un assemblage en parallèle, la capacité du pack est la somme de celle de chaque élément.

#### Avantages
- Accumulateur pouvant prendre des formes réduites et variées (aéromodélisme, smartphones, tablettes).
- Peuvent être déposées sur un support flexible[réf. nécessaire].
- Faible poids (le Li-Po permet d'éliminer la lourde enveloppe de métal).

#### Faiblesses
- Plus cher que le Li-ion.
- Densité énergétique moins élevée que les Li-ion.
- Plus fragile que le Li-ion, l'enveloppe étant fragile si elle n'est pas complétée par une protection mécanique.
- Durée de vie moins élevée, notamment lorsqu'il est utilisé pour la pratique de modèle réduit avec un fort taux de décharge

#### Utilisation
Les accumulateurs au lithium sont la source d'énergie de la plupart des smartphones, tablettes et ordinateurs portables modernes.
Des accumulateurs lithium-polymère sont couramment utilisés pour la fourniture d'énergie aux modèles réduits (voitures, avions, drones, etc.), aux ULMs et paramoteurs[réf. souhaitée], vélos à assistance électrique, motos, scooters, karts, ainsi qu'en motorisation principale ou de secours des bateaux.
Dans le domaine aéronautique, certains modèles (par exemple les produits des sociétés Yuneec (Chine) et Electravia (France) utilisent depuis 2007 des batteries lithium-polymère industrielles comme source principale d'énergie. C'est également grâce à cette technologie que, le 7 avril 2010, le Solar Impulse, un prototype d'avion solaire suisse, a effectué avec succès son premier vol.
L'astromobile Opportunity embarque une batterie d'accumulateurs au lithium-ion rechargeable par ses panneaux solaires. Il a fonctionné pendant de nombreuses années malgré un froid intense à −100 °C sur la planète Mars.

## Accumulateur lithium-air
L'accumulateur lithium-air met en œuvre le couple lithium-dioxygène qui offre une densité énergétique très élevée (typiquement entre 1,7 et 2,4 kWh/kg en pratique pour un chiffre théorique de 5 kWh/kg). Cela est dû au fait, d'une part, que l'un des composants (l'oxygène) reste disponible et inépuisable sans être stocké dans l'accumulateur (comme dans la plupart des piles et accumulateurs à air), mais, surtout, à la faible masse atomique et aux forts potentiels redox du lithium et de l'oxygène. Fournissant une tension de 3,4 V, elle présente toutefois certains inconvénients : corrosion, besoin de filtres (exige un air très pur) et faible puissance spécifique (200 W/kg - 500 W/l). Ces batteries ne sont pas encore commercialisées et nécessiteront encore des années de recherche en laboratoire.
En janvier 2013, BMW et Toyota collaborent afin de développer la prochaine génération de batteries lithium-air, qui seront utilisées dans des véhicules hybrides et électriques,.

## Accumulateur lithium métal polymère (LMP)
Des batteries lithium métal polymère (LMP), visant le marché automobile, sont développées par deux sociétés, Batscap (Ergué-Gabéric, France) et Bathium (ex-Avestor) (Boucherville, Québec). Cette dernière a été rachetée le 6 mars 2007 par le groupe français Bolloré (propriétaire à 95 % de Batscap) en prévision de son utilisation sur le véhicule électrique du groupe, la Bluecar, utilisée en particulier dans le réseau en autopartage Autolib de Paris.
Les accumulateurs LMP se présentent sous la forme d'un film mince enroulé. Ce film, d'une épaisseur d'une centaine de micromètres, est composé de cinq couches :
1. Isolant ;
2. Anode : feuillard de lithium
3. Électrolyte : composé de polyoxyéthylène (POE) et de sels de lithium [b].
4. Cathode : composée d'oxyde de vanadium, de carbone et de polymère [b].
5. Collecteur de courant : feuillard de métal, permettant d'assurer la connexion électrique.

### Caractéristiques
- La densité massique est de 110 Wh/kg[18], soit inférieure à celle des batteries lithium-ion, mais près de 2,5 fois plus élevée que celle des batteries au plomb (~40 Wh/kg), la structure en film mince étant légère et maximisant la surface utile de stockage d'énergie.
- Il n'y a pas d'effet mémoire ; on n'a donc pas besoin de vider complètement l'accumulateur avant de le recharger.
- La durée de vie annoncée des batteries utilisant cette technique est de l'ordre de dix ans.

### Avantages
- Entièrement solide (pas de risque d'explosion)
- Pas de polluant majeur dans la composition de l'accumulateur (sauf si utilisation d'oxyde de vanadium).
- Recyclage facile (par broyage et séparation des composants)

### Inconvénients
- Fonctionnement optimal à température élevée, ce qui a pour conséquence que les batteries « nécessiteraient d’être maintenues à 80 °C en permanence »[19], température de fonctionnement avérée pour les batteries Batscap, ayant une température interne annoncée de 60 à 80 °C[17].
- Pour être maintenue à 80 °C, la batterie puise dans ses propres réserves et peut, dans certains cas, se vider en trois jours ; cette contrainte est différente de l'auto-décharge de la batterie, qui elle est de l'ordre de 9 % par mois.
- Une batterie « froide » nécessite d'être réchauffée avant utilisation, ce qui rallonge d'autant la mise en service d'un véhicule qui en est équipé[20].

## Accumulateur lithium-soufre
La start-up allemande Theion développe en 2022 une batterie à électrolyte solide dans laquelle la cathode est en soufre, ce qui permet de se passer du nickel, du cobalt et du manganèse couramment utilisés jusqu'ici. Selon ses dirigeants, la densité énergétique de la batterie est ainsi triplée et le coût de la cathode réduit de 99 %. Pour éviter les inconvénients de l'utilisation du soufre, qui provoque une corrosion importante, Theion l'utilise sous forme de cristal et non de poudre et a mis au point un revêtement spécial pour protéger la cathode. Theion prévoit de fabriquer sa première cellule fin 2022, puis de fournir des marchés de niche, avant de passer au marché des voitures électriques autour de 2025.

## Accumulateur lithium-titanate
L’accumulateur lithium-titanate est une évolution d'accumulateur lithium développée par Toshiba sous l’appellation Super Charge ion Battery (SCiB).

## Disponibilité du lithium
À l'avenir, certains craignent que le lithium bon marché ne vienne à manquer car, s'il est très abondant sur Terre, les sites où il est facile et peu coûteux à extraire sont rares[réf. nécessaire]. Plus de 75 % de la production vient des salars d'Amérique du Sud, du Chili, d'Argentine et, depuis 2008[réf. souhaitée], de Bolivie. Une augmentation des coûts du lithium aurait un impact sur le coût des batteries et mettrait en danger son application au véhicule électrique.

### Recyclage des métaux
En 2009, le groupe japonais Nippon Mining & Metals a annoncé qu'il allait, avec l'aide du METI et à la suite d'un appel à projets de ce dernier, mettre en fonction dès 2011 une unité industrielle de recyclage des cathodes de batteries lithium-ion, afin de récupérer le cobalt, le nickel, le lithium et le manganèse.

### Recherche
En Allemagne, le 5 mai 2009, l'Université technique de Freiberg a lancé une initiative Lithium-Initiative Freiberg associant cinq universités et des partenaires industriels dans un pôle de compétence concernant les batteries lithium-ion plus sûres et efficientes pour l'industrie automobile. Une partie du projet vise en amont de la filière à améliorer les conditions d'extraction du lithium, en association avec l'Université de Potosí (proche du salar d'Uyuni) notamment pour améliorer les techniques d'évaporation solaire et de cristallisation sélective des sels. Dans le même temps, des expériences seront faites sur les monts Métallifères (Erzgebirge) de Saxe, où du lithium est également présent à des concentrations qui devraient en faciliter l'extraction.
Concernant les accidents de combustion de batteries d'accumulateurs électriques au Lithium, des observations de rayons gamma dans les orages ont permis de faire des rapprochements avec d'autres situations de forts courants électriques locaux, y compris des ruptures microscopiques d'électrodes dans des batteries. Cela n'a pas encore d'application opérationnelle.

## Risque d'explosion et d'incendie
Le lithium, qu'il soit sous forme solide ou liquide, présente une certaine propension à devenir thermiquement instable, entraînant parfois des feux stables et de longue durée, source d'incendies difficiles à éteindre ; et/ou des explosions critiques, induites par un phénomène physicochimique dit d'« emballement thermique » (Thermal runaway), résultant d'une réactions d'auto-échauffement activée un milieu contenant une grande quantité d'énergie chimique stockée,. Sa combustion, explosive en milieu confiné (comme dans une batterie) est très exothermique (plus de 1000°C dans une cellule de batterie en combustion), c'est d'ailleurs pourquoi — sous forme métallique ou d'aluminate — il est utilisé comme additif à haute énergie dans certains moteurs de fusées ou comme combustible solide.
Les réactions d'« emballement thermique », très étudiées dans les années 2010, commencent à être mieux comprises. Elles peuvent, en moins d'une seconde, causer un auto-échauffement critique du matériau d'un accumulateur ; elles « produisent de la chaleur et des gaz inflammables [et toxiques] pouvant causer un feu lorsque la batterie dégaze ». 
Lors d’un emballement thermique typique, trois événements mettant en scène un écoulement critique sont observés : 
1. un jet sous-détendu, induit par la mise en forte pression interne de la batterie au moment du dégazage ;
2. des jets de flammes en présence d’une source d’allumage ;
3. une explosion « si l’allumage est retardé et si les gaz ont le temps de se mélanger à l’air ambiant »[31],[32].

Trois types de « déclencheurs » de ces emballements thermiques sont connus, pouvant agir seuls ou conjointement, capables d'accélérer exponentiellement les premières étapes de l'emballement, passant très rapidement d'un évènement local à une réactions au niveau de la cellulaire d'un accumulateur, puis à tout l'accumulateur.
1. cause mécanique : si une cellule est mécaniqument endommagée (percée, pliée, écrasée ou fissurée, les couches d'anode et de cathode destinées à être isolées via un séparateur peuvent être mises en contact. Un court-circuit se fait, pouvant générer un petit arc électrique qui génère un point chaud et vaporise localement les composants, ce qui augmente la pression et lance des réactions physicochimiques entre composants initialement isolés[32].
2. dysfonctionnement électrique : Un court-circuit externe de la cellule cause un brusque dégagement de chaleur au niveau des collecteurs d'électrodes, lequel peut initier des réactions exothermiques de décomposition du matériau électrolytique qui vont s'emballer[34],[35]. 
Un autre cas de dysfonctionnement est une surcharge due à une défaillance du système de gestion de la batterie. Un courant excédentaire circulant dans la batterie génère une quantité anormale de calories, en raison d'une résistance interne, ce qui peut déclencher des réactions homogènes[35] jusqu'à un seuil de criticité brutal et violent, sans qu'une phase de propagation interne soit nécessaire.
3. Surchauffe externe/interne au delà de la température d'ébullition de l'électrolyte. Elle engendre des bulles et hétérogénéités de pression qui rétrécissent localement le séparateur, ce qui engendre des courts-circuits et un emballement[36],[30].

Des facteurs aggravants de ce risque sont connus : 
- l'état de charge (SoC) de la batterie est utilisé pour évaluer le niveau en pourcentage d'intercalation d'ions à l'intérieur de chaque côté. Si le SoC est maintenu au-dessus de 100 %, la résistance aux abus légers (chocs, légère surchauffe…) est réduite et la cellule peut avoir tendance à passer violemment en mode emballement[35] ;
- le vieillissement d'une batterie ;
- l'addition de petits défauts de production initiaux.

Une fois les réactions initiales déclenchées, les mêmes évènements s'enchainent : l'emballement thermique s'étend rapidement à l'ensemble de la cellule en raison de la chaleur produite,.
Malgré des contrôles et standards de construction de plus en plus précis, il arrive ainsi que des batteries (y compris dans les véhicules électriques) présentant certains défauts de fabrication et/ou mal utilisées, explosent et s'enflamment spontanément,. Les feux de lithium s'autoentretiennent et sont particulièrement difficiles à éteindre. L'eau ne permet pas d'éteindre facilement les feux de lithium, ou il en faut de gandes quantités.
La nuit du samedi 17 février 2024, en France, dans le bassin industriel de Decazeville, à Viviez (Aveyron), un feu de batteries au lithium a détruit un entrepôt (3 000 m2, qui n'était pas classé Seveso seuil haut) abritant selon les médias environ 900t de lithium qui devaient être recyclées par l'entreprise Snam (Société nouvelle d’affinage des métaux). Quatre mois plus tard (24 juin 2024), à Hwaseong, au sud de Séoul en Corée du Sud, l'inflammation spontanée d'une batterie dans une usine des piles au lithium (filmé par une caméra dans l'usine), durant les heures de travail, a causé au moins 22 morts selon le premier bilan (travailleurs chinois pour la plupart).
En raison du risque d'explosion et de combustion de ce type d'accumulateurs, le lithium et certains produits en contenant font l'objet de restrictions dans les transports aériens et de précautions particulières en cabine pressurisée,,.
Selon les statistiques de 2022 du Conseil national de la sécurité des transports (NTSB), du bureau américain des statistiques des transports et du site officiel sur les rappels automobiles, une voiture électrique a 140 fois moins de risque de prendre feu qu'une hybride, et 60 fois moins de risque qu’une thermique (risque évalué par million de kilomètres parcourus), mais il est plus difficile à éteindre.